# Einheitswagen (Deutsche Reichsbahn)
Mit Einheitswagen bezeichnet man ab den 1920er Jahren nach einheitlichen Richtlinien gebaute Eisenbahnwagen der Deutschen Reichsbahn. Hierunter fallen unter anderem die Donnerbüchsen, Hechtwagen und Schürzenwagen.
Kurz nach Gründung der Deutschen Reichsbahn-Gesellschaft legte der Ausschuß für die Vereinheitlichung der Bauarten der Personen- und Gepäckwagen einige Wagentypen als künftigen Standard fest, um die vorhandene Vielfalt (91 Bauarten in über 200 Ausführungen) der von den Länderbahnen übernommenen Personenwagen einzuschränken. Hierbei wurden als erste Fahrzeuge zunächst ein zweiachsiger Abteilwagen, ein zweiachsiger Durchgangswagen und ein vierachsiger Schnellzugwagen für Hauptbahnen und eine leichtere Ausführung für Nebenbahnen festgelegt.
Die Bezeichnung der Einheitswagen bestand aus den eigentlichen Gattungszeichen, gefolgt von einem Bindestrich mit angehängter Jahreszahl des ersten Baujahres (Beispiel: B4i-29), die ehemaligen Länderbahnwagen erhielten stattdessen ein Kürzel aus Länderkürzel und Jahreszahl, jedoch ohne Bindestrich (Beispiel: C3i Pr 05).